# Verdienstorden des Heiligen Ludwig

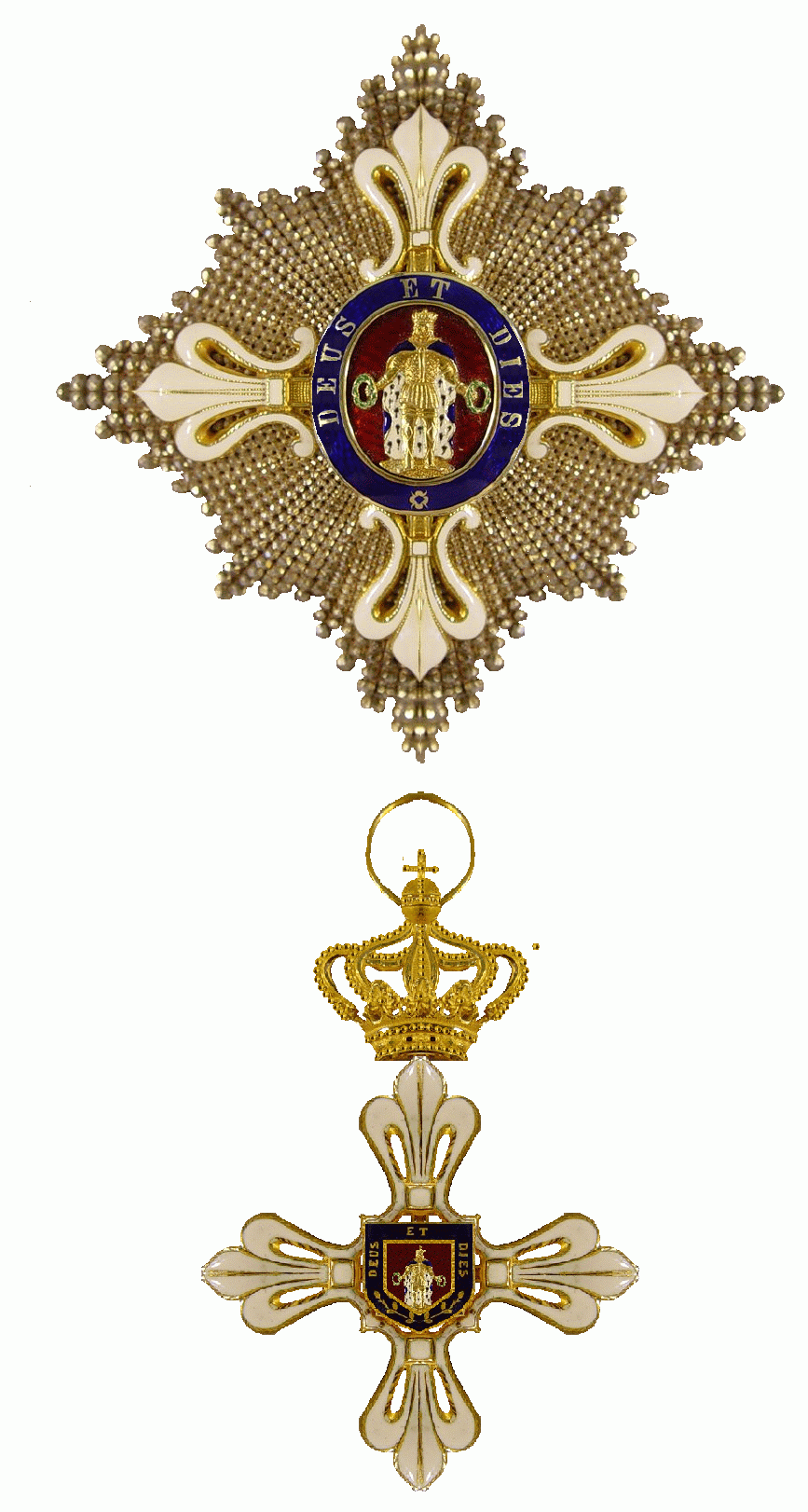
Bruststern und Großkreuz

Der Verdienstorden des Heiligen Ludwig (italienisch Ordine del merito sotto il titolo di San Lodovico) wurde am 22. Dezember 1836 durch Herzog Karl Ludwig von Lucca gestiftet. Nachdem er als Herzog Karl II. die Regierung in Parma 1847 übernahm und das Herzogtum Lucca vertragsmäßig an das Großherzogtum Toskana fiel, wurde der Orden in die Reihe der parmesischen Orden eingeordnet. Heute ist er der Verdienstorden des Hauses Bourbon-Parma.

## Ordensklassen
Ursprünglich bestand der Orden aus drei Klassen, die von I. bis III. durchnummeriert waren.
Herzog Karl III. von Parma stattete den Orden am 11. August 1849 mit neuen Statuten aus und verlieh ihn in fünf Klassen, wobei die Anzahl der Mitglieder begrenzt war.
- Großkreuz – 20 Mitglieder
- Kommandeur – 30 Mitglieder
- Ritter I. Klasse – 60 Mitglieder
- Ritter II. Klasse – 80 Mitglieder
- Inhaberkreuz – 100 Mitglieder

Mit der Verleihung des Groß- und des Kommandeurkreuzes war bis zur Annexion Parmas durch das Königreich Sardinien 1860 der erbliche Adel, bei den anderen Klassen der persönliche Adel verbunden.

## Ordensdekoration

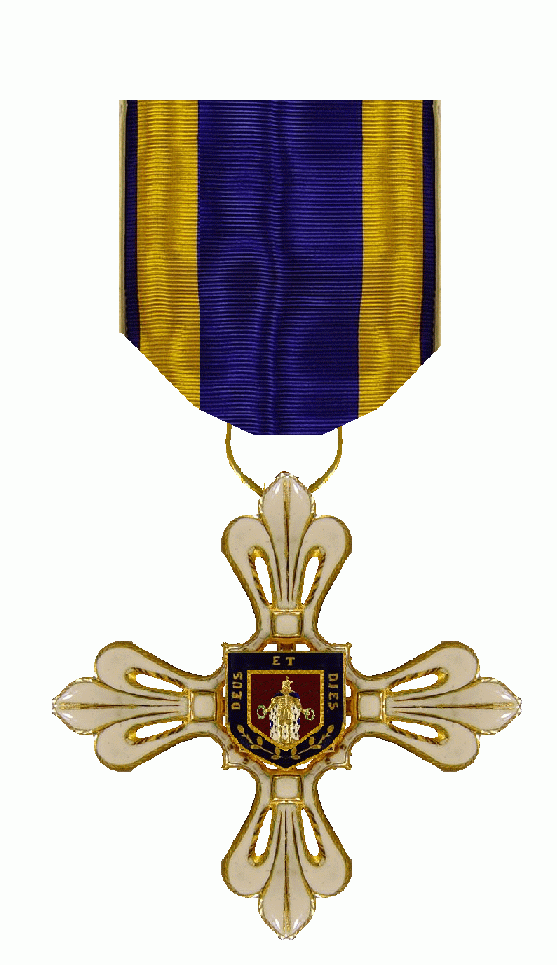
Kreuz der I. Klasse (vor 1849)

Das Ordenszeichen ist ein Lilienendenkreuz und zeigt auf der Vorderseite mittig einen blau emailliertes Wappenschild mit dem Bildnis des heiligen Ludwig in goldener Rüstung und die umlaufend Inschrift DEUS ET DIES (Gott und der Tag, Wahlspruch des Hauses Bourbon-Parma). Rückseitig sind im Wappenschild drei goldene bourbonische Lilien zu sehen.
Das Kreuz der I. Klasse war golden, die der II. und III. Klasse silbern, die der ersten beiden Klassen dazu weiß emailliert.
1849 wurde das Kreuz der I. Klasse für Großkreuze, Kommandeure und Ritter I. Klasse übernommen, das der II. Klasse für die Ritter II. Klasse, dazu wurde zwischen Kreuz und Tragering eine goldene bzw. silberne Krone angebracht. Das Inhaberkreuz entspricht dem der vormaligen III. Klasse.

## Trageweise
Das Ordensband ist dunkelblau mit zwei gelben Randstreifen. Bis 1849 wurden alle Kreuze auf der linken Brust getragen, das danach eingeführte Großkreuz am Schulterband über die rechte Schulter zur linken Hüfte, die Kommandeure am Hals. Großkreuze und Kommandeure tragen darüber hinaus einen goldenen Bruststern auf der linken Brustseite.